# Битва при Сен-Дени (1567)
Битва при Сен-Дени — сражение Второй гугенотской войны во Франции, произошедшее 10 ноября 1567 года между войсками католиков и гугенотов. В битве был смертельно ранен прославленный французский полководец, один из лидеров католиков Анн де Монморанси.

## Предыстория
После заключения Амбуазского мира католики во главе с герцогами Гиз, не удовлетворёнными уступками гугенотам, стали готовить международную коалицию католических держав. Обеспокоенные проходом испанской армии из Милана в Нидерланды вдоль французской границы для подавления восстания гёзов, а также обсуждением брачного союза между Францией и католической Испанией в Байонне, французские протестанты вновь попытались похитить короля 28 сентября 1567 года (Сюрприз в Мо). Операция потерпела неудачу, но численность протестантских городов росла.
Войска принца Конде и Гаспара де Колиньи, усиленные немецкими наемниками, расположились лагерем в Сен-Дени с целью заставить Париж голодать.
Конде, де Андело и Колиньи начали переговоры с двором. Король Карл IX послал своих парламентеров, требуя, чтобы они лидеры гугенотов явились к нему без оружия, иначе они будут объявлены мятежникам. Тогда лидеры протестантов решили полностью блокировать Париж.

## Силы сторон
Протестантская армия получила поддержку от курфюрста Фридриха III Благочестивого, пославшего 9500 наемников; армии виконтов Брюникеля, Комона и Монтклара, протестантов Руэрга. В общей сложности протестантская армия насчитывала около 30 000 человек;
Католическая армия также была усилена швейцарскими и итальянскими подкреплениями герцога Невера. Высокие затраты, вызванные сбором этих двух армий, стали причиной их роспуска и заключения мира в Лонжюмо в 1568 году.

## Ход битвы
Достаточно скоро Париж ощутил нехватку продовольствия. Анн де Монморанси, назначенный Екатериной Медичи командующим королевской армией, выступил вдоль дороги на Сен-Дени. На протестантской стороне мушкетеры вырыли окопы для укрытия.
Парижское ополчение было остановлено огнем гугенотских мушкетеров, а в кавалерийском бою 74-летний Монморанси был смертельно ранен выстрелом из пистолета в спину. Напор королевской армии быстро иссяк, и протестанты вышли к Монтро для пополнения припасов, тем самым сняв осаду Парижа.